# Rhynchitomacer flavus
Rhynchitomacer flavus là một loài bọ cánh cứng trong họ Nemonychidae. Loài này được Voss miêu tả khoa học đầu tiên năm 1937.